# نجم الدين الكاتبي القزويني
نجم الدين الكاتبي القَزْوِيني (600 - 675 هـ) هو فيلسوف وفلكي ورياضي فارسي.
هو علي بن عمر بن علي الكاتبي القزويني، نجم الدين، ويقال له دَبيران، أي: حكيم منطقي. كان في الفلسفة من معلمي العلامة الحلي وقطب الدين الشيرازي، ومن تلاميذ نصير الدين الطوسي. وهو شافعي المذهب.

## آثاره

### الشمسية

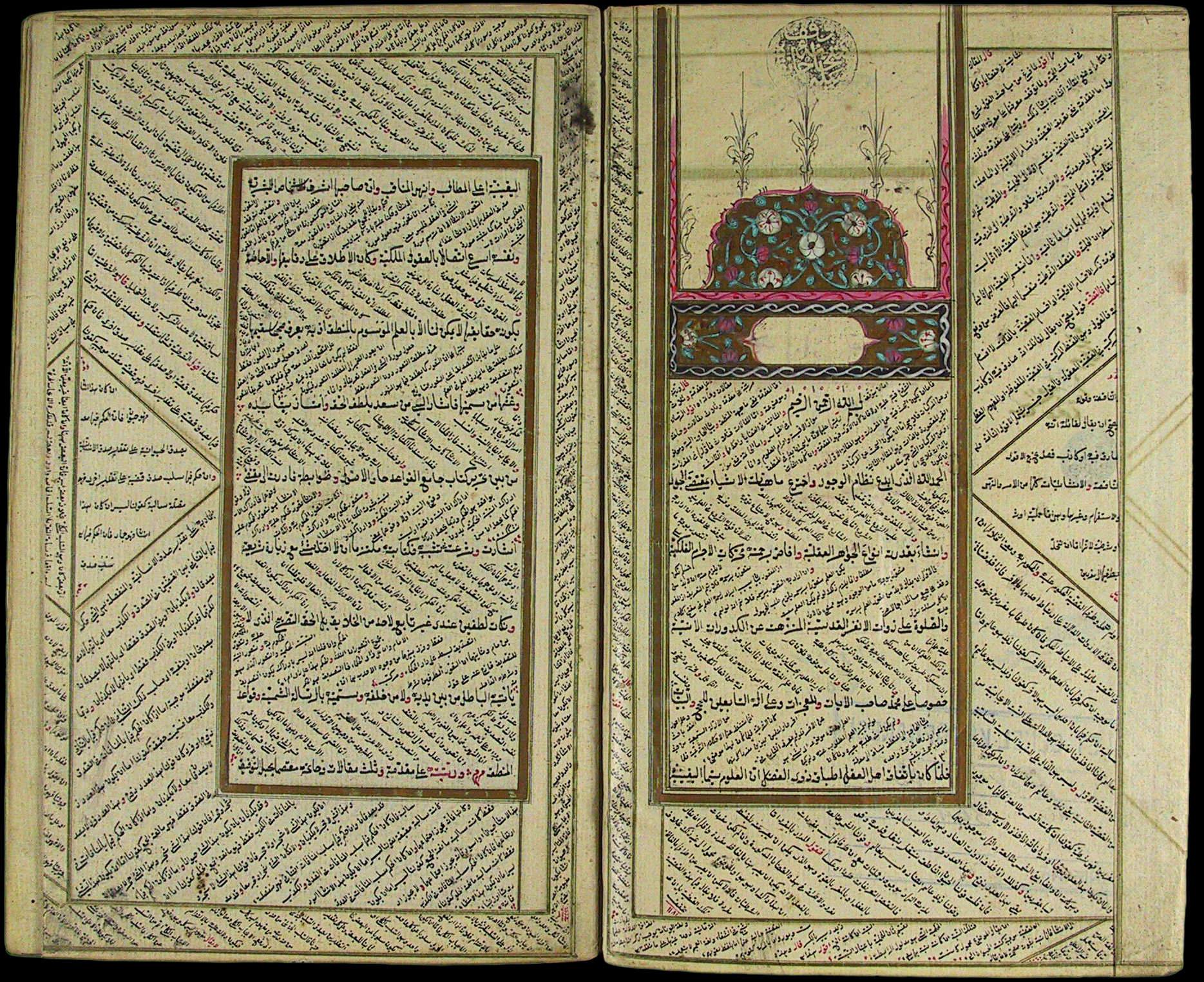
نسخة مخطوطة من «الرسالة الشمسية» - إسطنبول، مكتبة السليمانية

أشهر آثاره «الرسالة الشمسية في القواعد المنطقية» المعروفة بـ «الشمسية» - وهي رسالة مختصرة في قواعد المنطق الأرسططالي. وقال الكاتبي في مقدمتها:
وقد لقيت هذه الرسالة اهتماما كبيرا من قبل العلماء، الذين أضافوا لها شروحا وحواشي عديدة. كما أن الرسالة وشروحها تعتبر من أساسيات تعليم المنطق في شرق العالم الإسلامي، وهي ضمن مقررات الدراسة في منهج الدرس النظامي الهندي وفي الحوزات الشيعية.
ومن بين الشروح والحواشي العديدة للشمسية، برز شرح سعد الدين التفتازاني (ت. 792 هـ) وشرح القطب التحتاني (ت. 766 هـ) المسمى «تحرير القواعد المنطقية في شرح الشمسية» - وهو أول شرح للشمسية. ثم كتب الشريف الجرجاني (ت. 816 هـ) حاشية على شرح التحتاني وفرغ منه سنة 753 هـ.

### تصانيف أخرى
له تصانيف أخرى، منها:
- «حكمة العين» في المنطق والطبيعي والريّاضي - طُبع بتحقيق صالح آيدين بن عبد الحميد التركي (1422 هـ). وقد ذكر صاحب كشف الظنون عددا من الشروح والحواشي على هذا الكتاب.[10]
- «المفصل شرح المحصل» لفخر الدين الرازي، في الكلام.[11]
- «جوامع اللذة».